# Plateau Überetsch

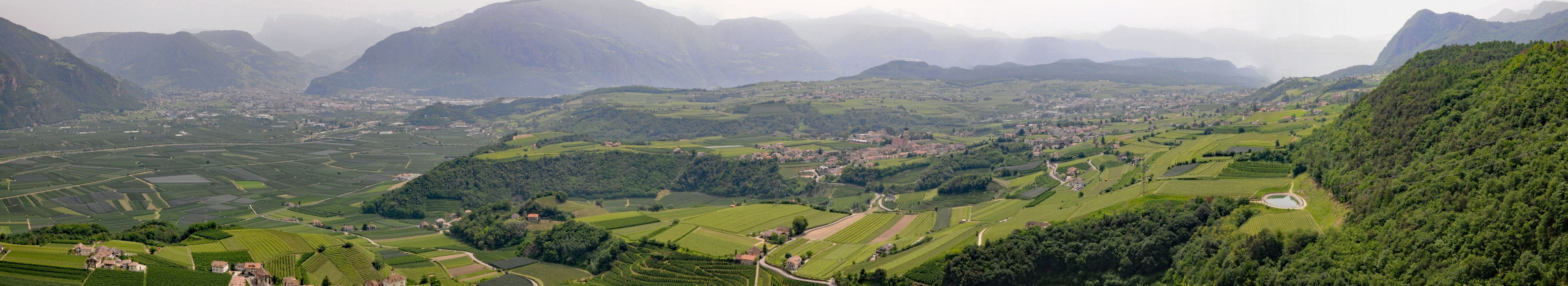
Überetsch bij Eppan gezien vanaf Kasteel Boymont

Het Plateau Überetsch (Italiaans: Oltradige), ook wel Terras Überetsch genoemd, is een Zuid-Tirools uitgestrekt plateau in de Italiaanse regio Trentino-Zuid-Tirol. 

## Gemeenten
- Eppan an der Weinstraße (Appiano sulla Strada del Vino)
- Kaltern (Caldaro)

## Toerisme en bezienswaardigheden

### Kastelen
- Altenburg
- Hocheppan
- Schloss Fuchsberg
- Schloss Kampan
- Schloss Reinsberg
- Schloss Warth

## Geografie
Het plateau ligt ten zuidwesten van de stad Bolzano. Ten zuiden van Plateau Überetsch ligt het Südtiroler Unterland.

### Bergtop
- Kalvarienberg